# Allochorema
Allochorema is een geslacht van schietmotten van de familie Hydrobiosidae.

## Soorten
- A. reclivatum A Neboiss, 1962
- A. tasmanicum Mosely, 1953